# Museo Curie
El museo Curie (del francés: musée Curie) se encuentra en el corazón del distrito V de París, cerca del Panteón de París, donde reposan Pierre y Marie Curie desde 1995. Consta de un espacio de exposición permanente y un centro de archivos, y propone al público conocer la historia del descubrimiento de la radiactividad y sus primeras aplicaciones médicas con radioterapia. Este museo se impone como un lugar de la memoria y un museo de historia de la ciencia.

## El laboratorio de Marie Curie en el Instituto del Radio

### Marie Curie, directora del Laboratorio de Física y Química (1914-1934)
El Instituto del Radio fue inaugurado en julio de 1914, en vísperas de la Primera Guerra Mundial. Comprende dos edificios enfrentados: por un lado, el pabellón Pasteur (le pavillon Pasteur), que dirige su amigo el profesor Claudius Regaud y que alberga un laboratorio de investigación biológica para las aplicaciones médicas de la radiación, bajo la supervisión del Instituto Pasteur; en el otro, el pabellón Curie (le pavillon Curie), dirigido por Marie Curie y que alberga su laboratorio, especializado en el estudio químico y físico de la radiación, y bajo la supervisión de la Universidad de París. Hoy en día el despacho de Marie Curie y su laboratorio de química personal se mantienen. Constituyen el corazón histórico del museo en el Instituto Curie.

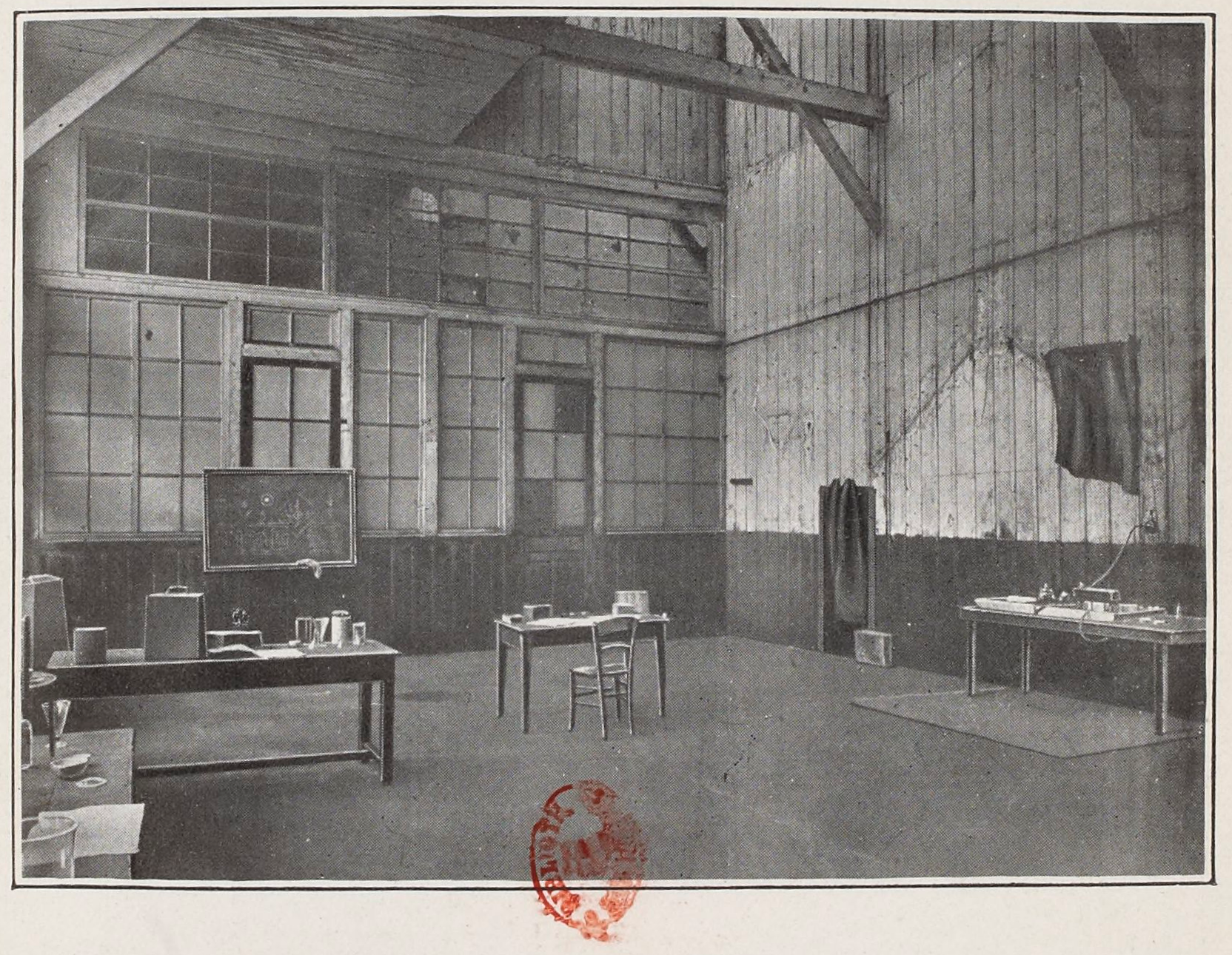
El hangar de trabajo para la extracción del radio, junto a su taller, hacia 1898.
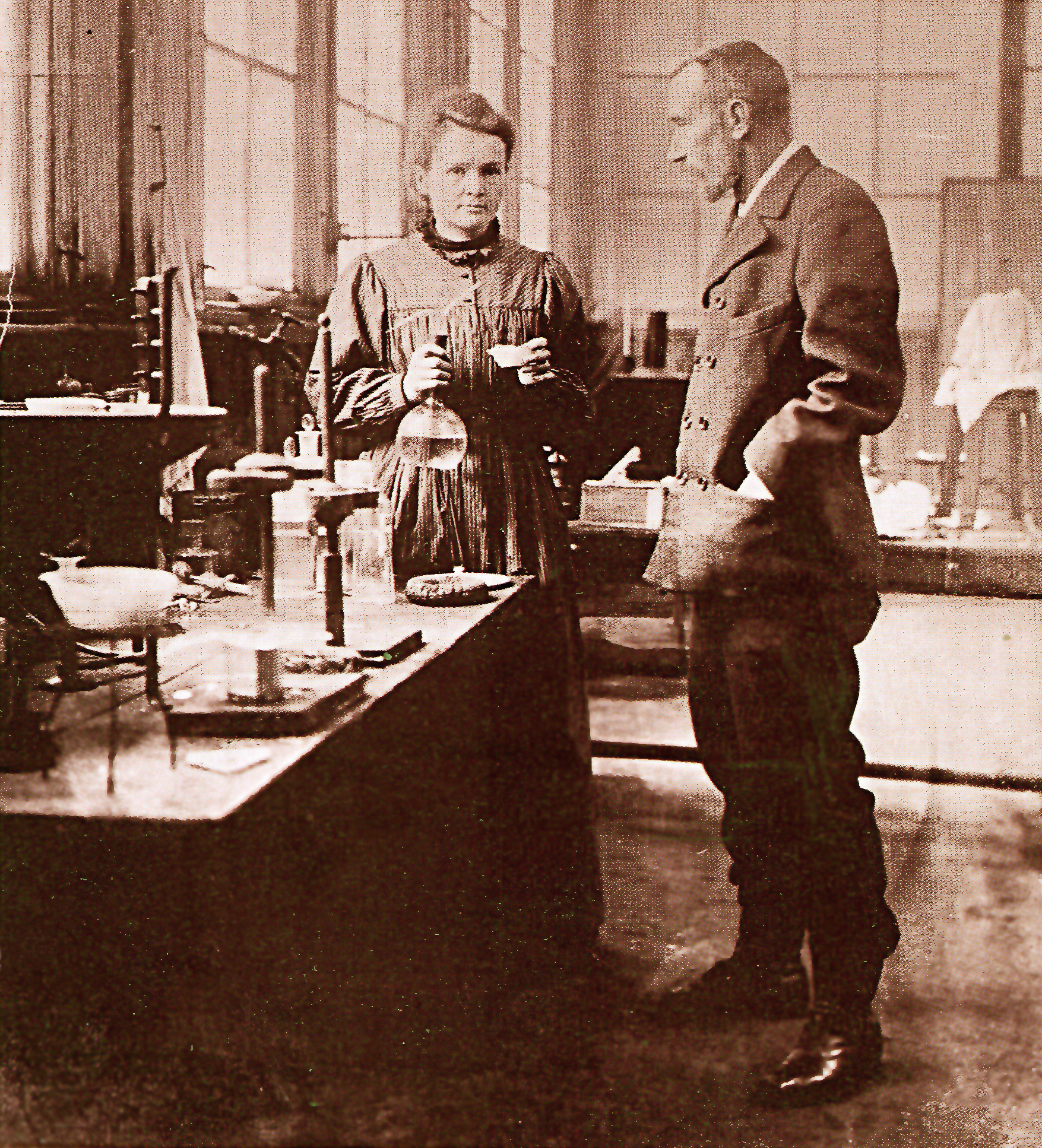
Pierre y Marie Curie en su laboratorio hacia 1900.
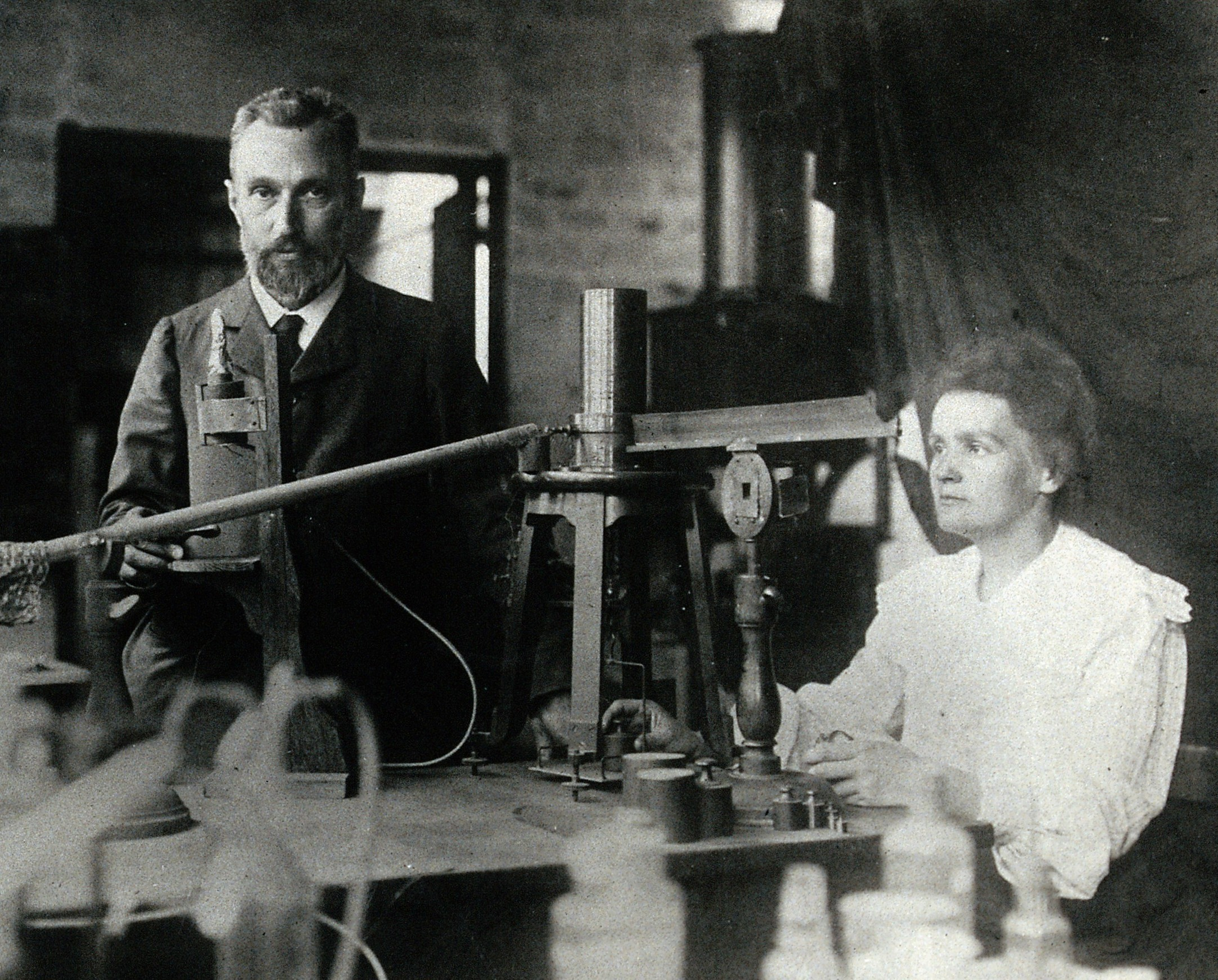
Pierre y Marie Curie en el laboratorio de la calle Lhomond hacia 1900.
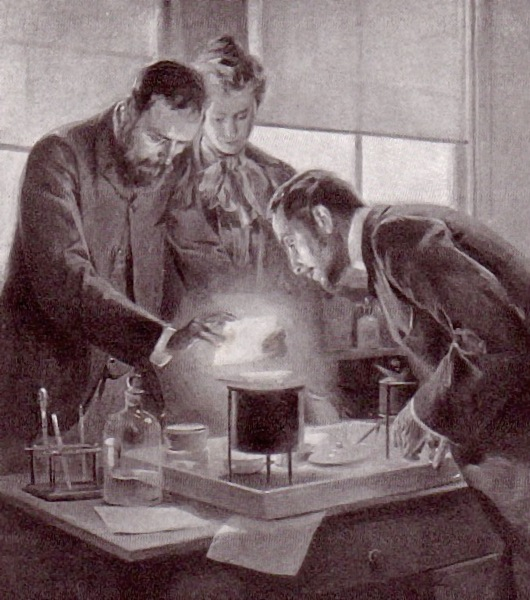
El descubrimiento de las propiedades del radio el 10 de diciembre de 1903.
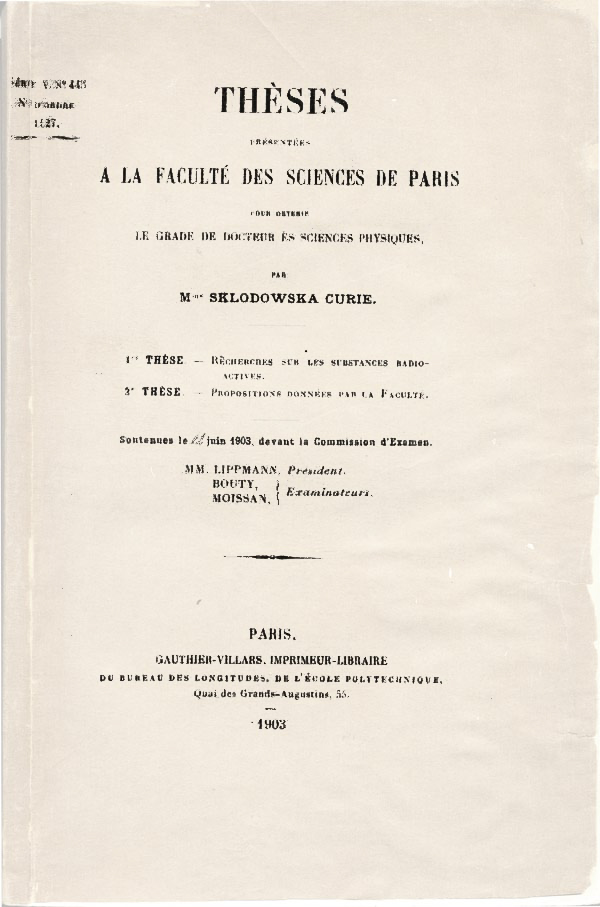
Tesis de Marie Curie: Recherches sur les substances radioactives 1903.
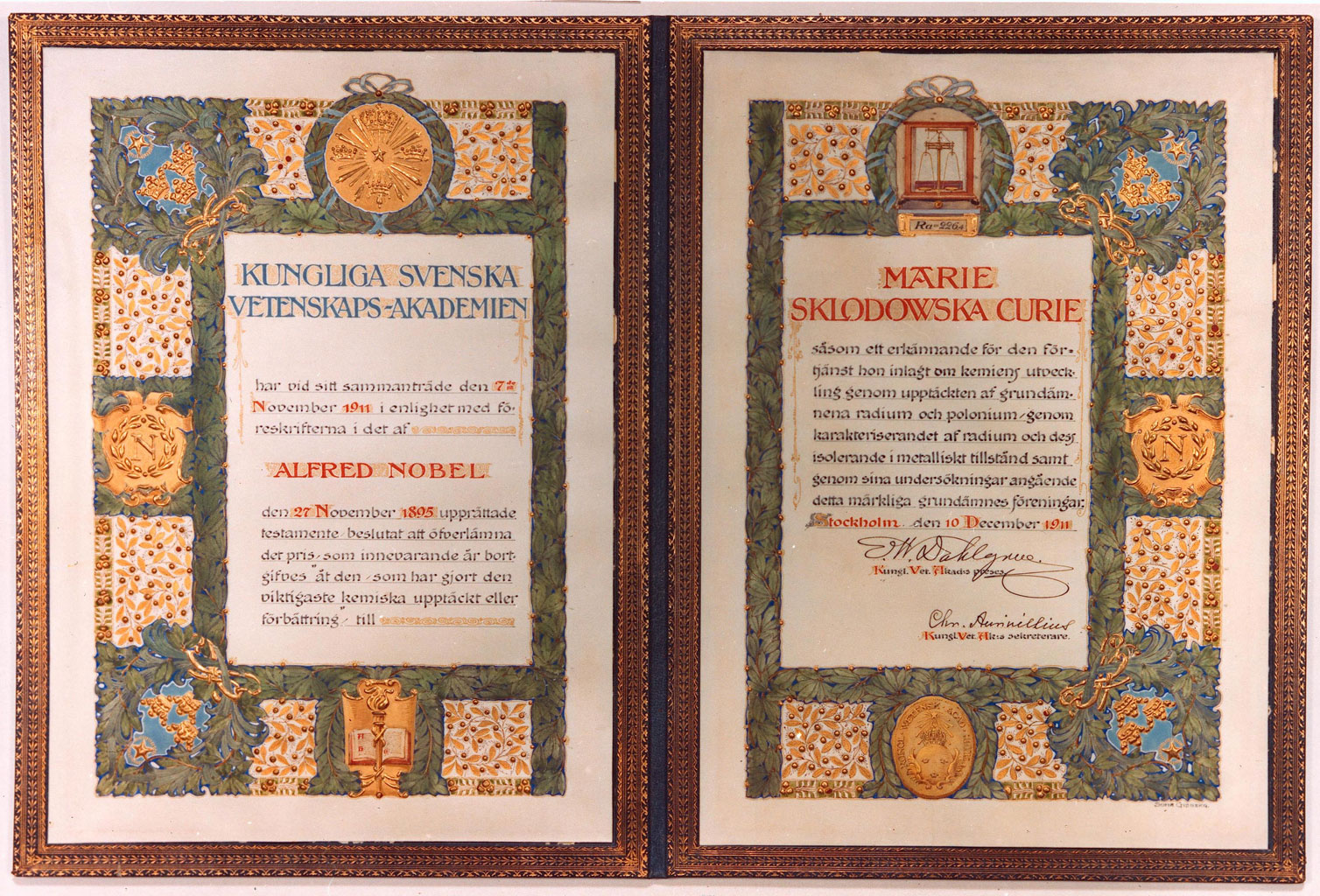
Premio Nobel de Química de Marie Curie, diciembre de 1911.
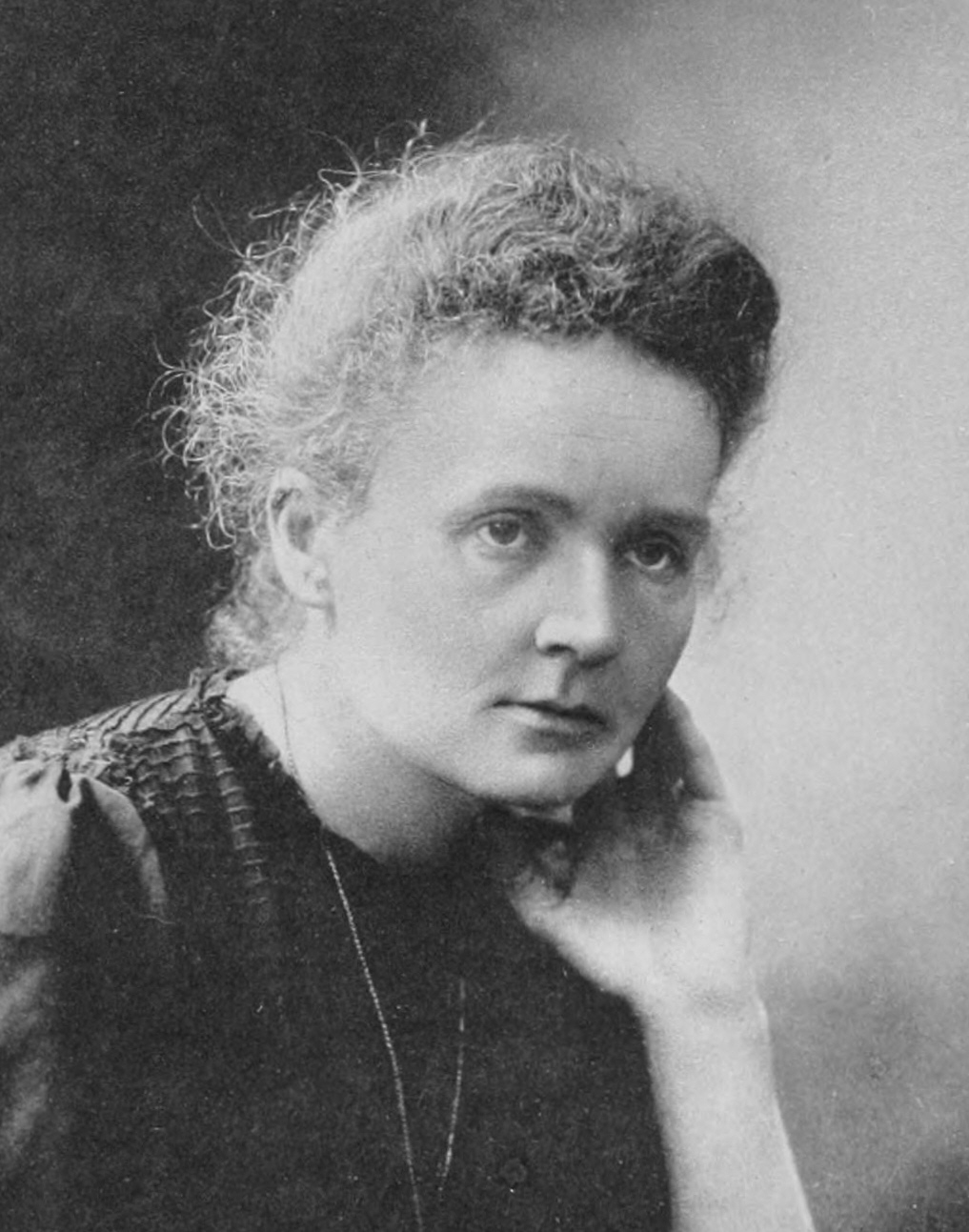
Marie Curie en 1911.
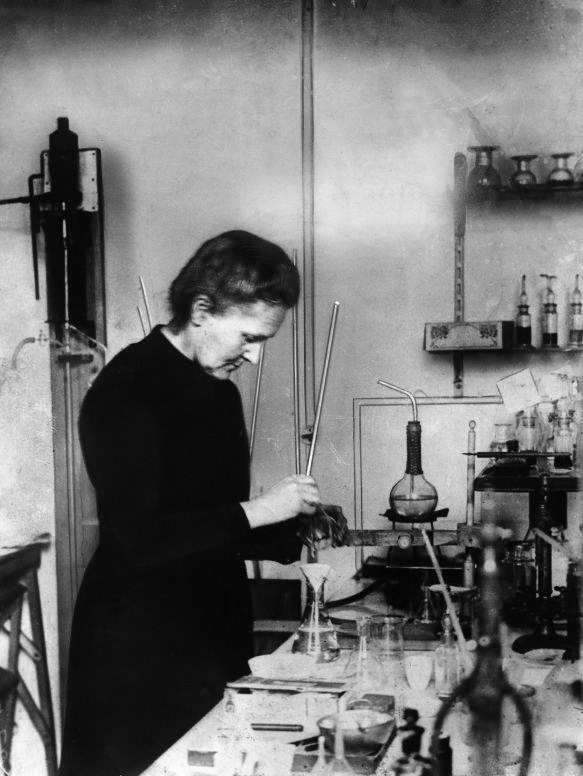
Marie Curie en el trabajo.
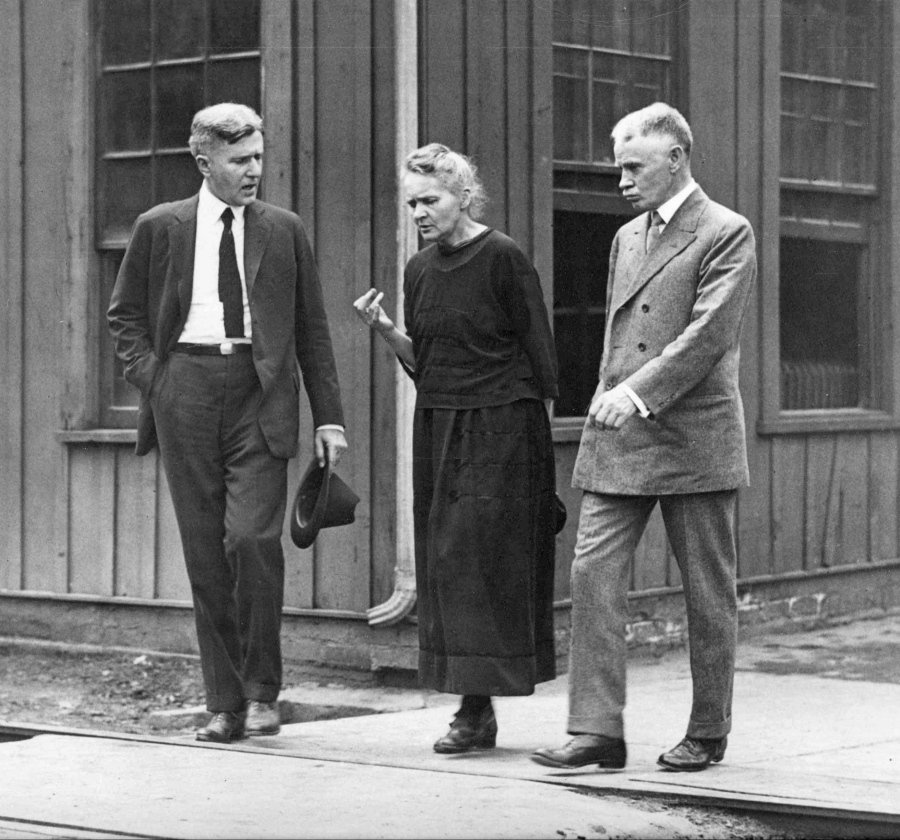
Marie Curie con los responsables de la Standard Chemical Company en Pittsburgh en 1920.
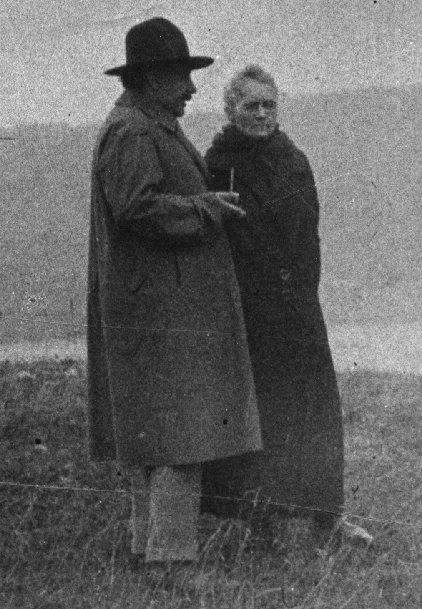
Marie Curie en compañía del físico Albert Einstein en Ginebra en 1925.

### Frédéric e Irène Joliot-Curie
En 1934, en el mismo laboratorio, Frédéric y Irène Joliot-Curie descubrieron la radioactividad llamada artificial por el que reciben el siguiente año el Premio Nobel de Química. Después de la muerte de Frédéric Joliot en 1958, los directores del laboratorio Curie deseaban mantener sin cambios el despacho del director; despacho que había sido ocupado sucesivamente por Marie Curie (1914-1934), por André Debierne (1935-1945), por Irene Joliot-Curie (1945-1956), y finalmente por Frédéric Joliot.

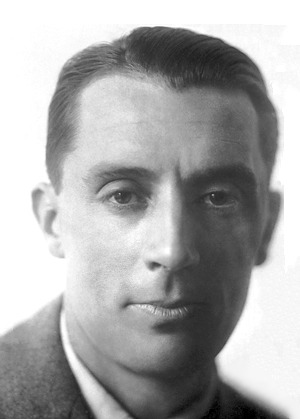
Frédéric Joliot-Curie en 1935.
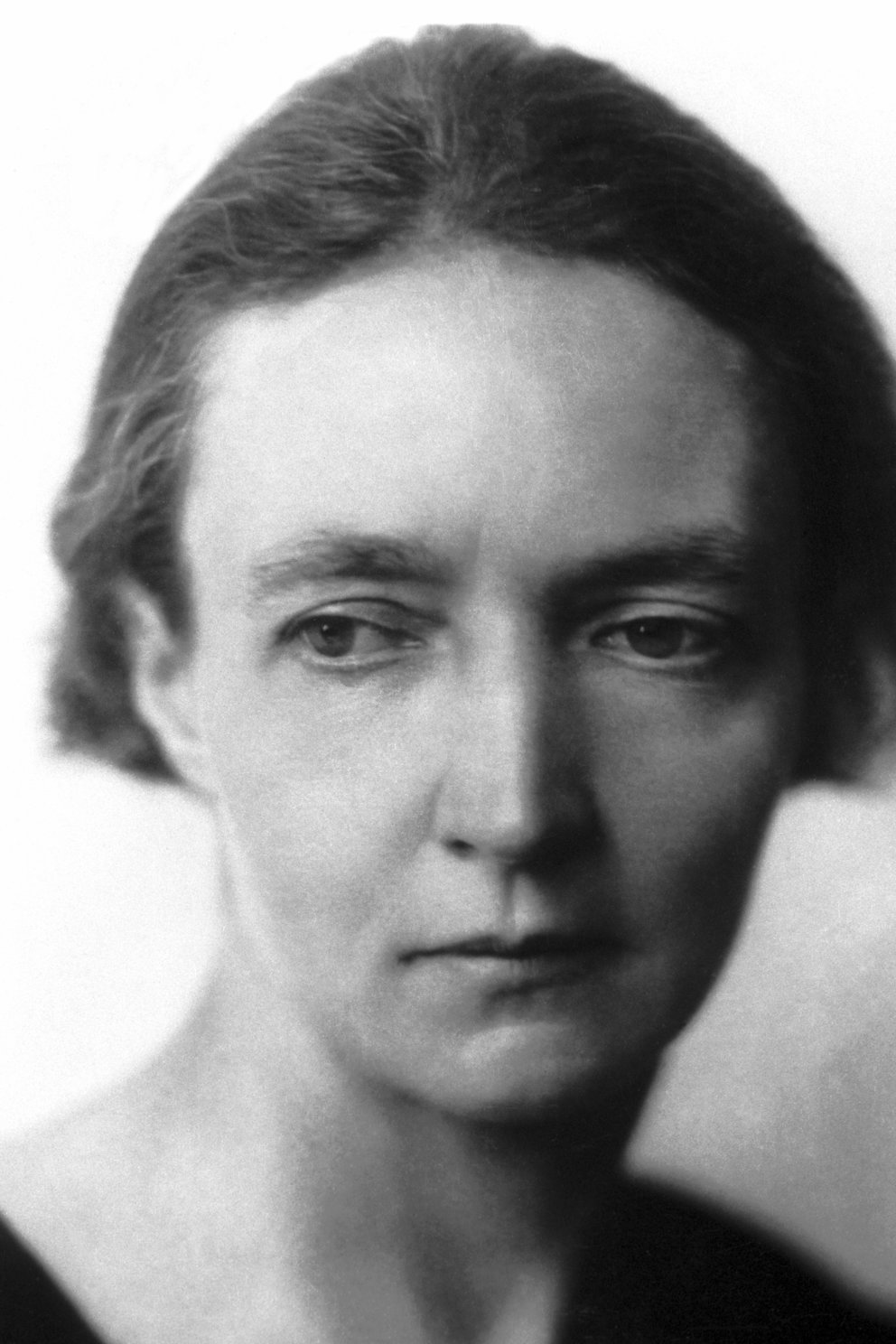
Irène Joliot-Curie en 1935.
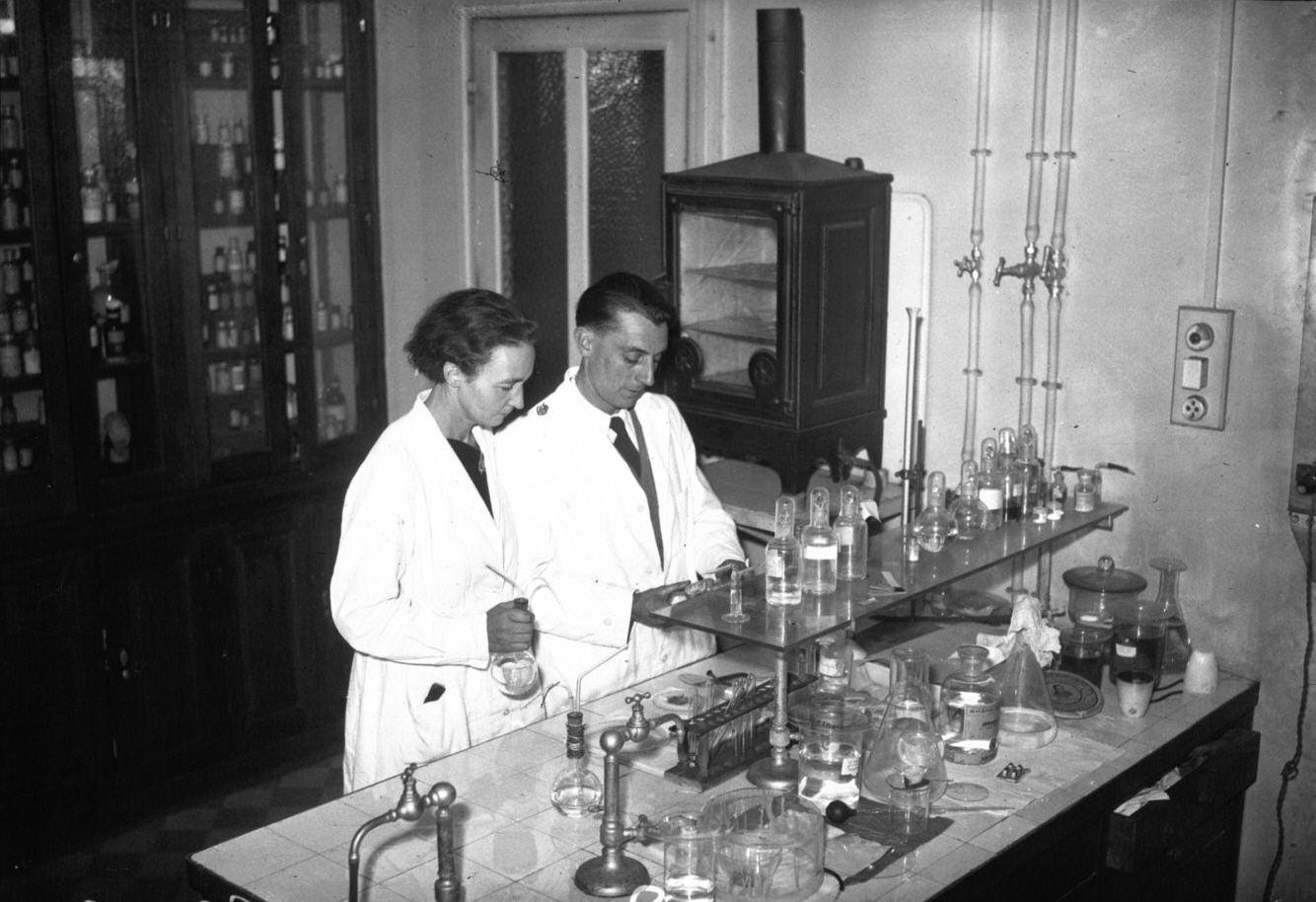
Irène y Frédéric en su laboratorio en 1935.
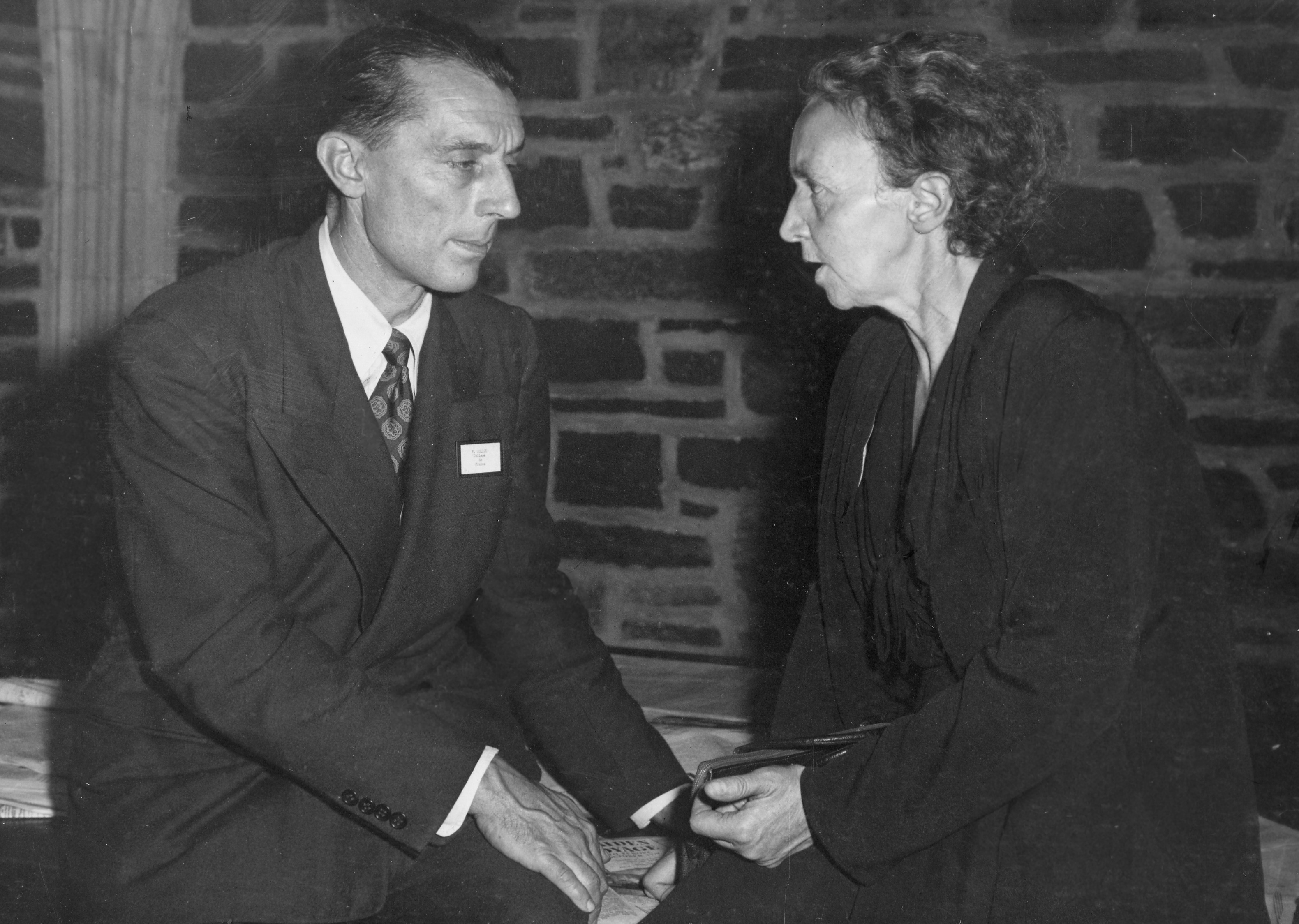
Frédéric e Irène en los años 1940.

## Las colecciones
Los archivos y los instrumentos del laboratorio Curie se han conservado y clasificado. La colección de objetos, documentos y archivos de Marie Curie, de Irène y de Frédéric Joliot-Curie se ha enriquecido gracias a las donaciones de la familia y a la acción de la Asociación Curie y Joliot-Curie (Association Curie et Joliot-Curie). Las colecciones del museo conciernen a la historia de la radiactividad y sus primeras aplicaciones médicas. El centro de archivos conserva muchos documentos sobre la familia Curie y Joliot-Curie y sobre sus colaboradores. El museo Curie también tiene una colección de instrumentos científicos utilizados en el Instituto del Radio entre 1910 y 1960, así como objetos inusuales que ilustran las muchas aplicaciones de la radiactividad en el siglo XX.
El Museo Curie se formó poco a poco: varios acontecimientos han confirmado y después afirmado el carácter público de laboratorio de Marie Curie hasta darle el estatusde museo.
- En 1914, el laboratorio está dirigido por Marie Curie.
- En 1958, muerte de Frederic Joliot-Curie. El despacho y el laboratorio on clausurados para ser conservados como lugar de la memoria.
- En 1964, en el trigésimo aniversario del descubrimiento de la radiactividad artificial, las vitrinas son acondicionadas para presentar algunos de los dispositivos utilizados hasta la década de 1930.
- En 1967, para el centenario del nacimiento de Marie Curie, su despacho y laboratorio de química personal se muestran a los visitantes privilegiados.
- En 1981, debido al aumento de las visitas, el laboratorio de química de Marie Curie se descontamina y es restaurado. Este trabajo fue financiado por la Liga francesa contra el cáncer.
- En 1995, para conmemorar el septuagésimo quinto aniversario de la Fundación Curie, del traslado de las cenizas de Pierre y Marie Curie al Panteón y en previsión del centenario del descubrimiento de la radiactividad natural, la sala de exposiciones de los instrumentos fue reformada y ampliada.
- En 2007, el legado de la hija de Marie Curie, Eve Curie, permite la renovación del Museo Curie, completada en septiembre de 2012.[1]

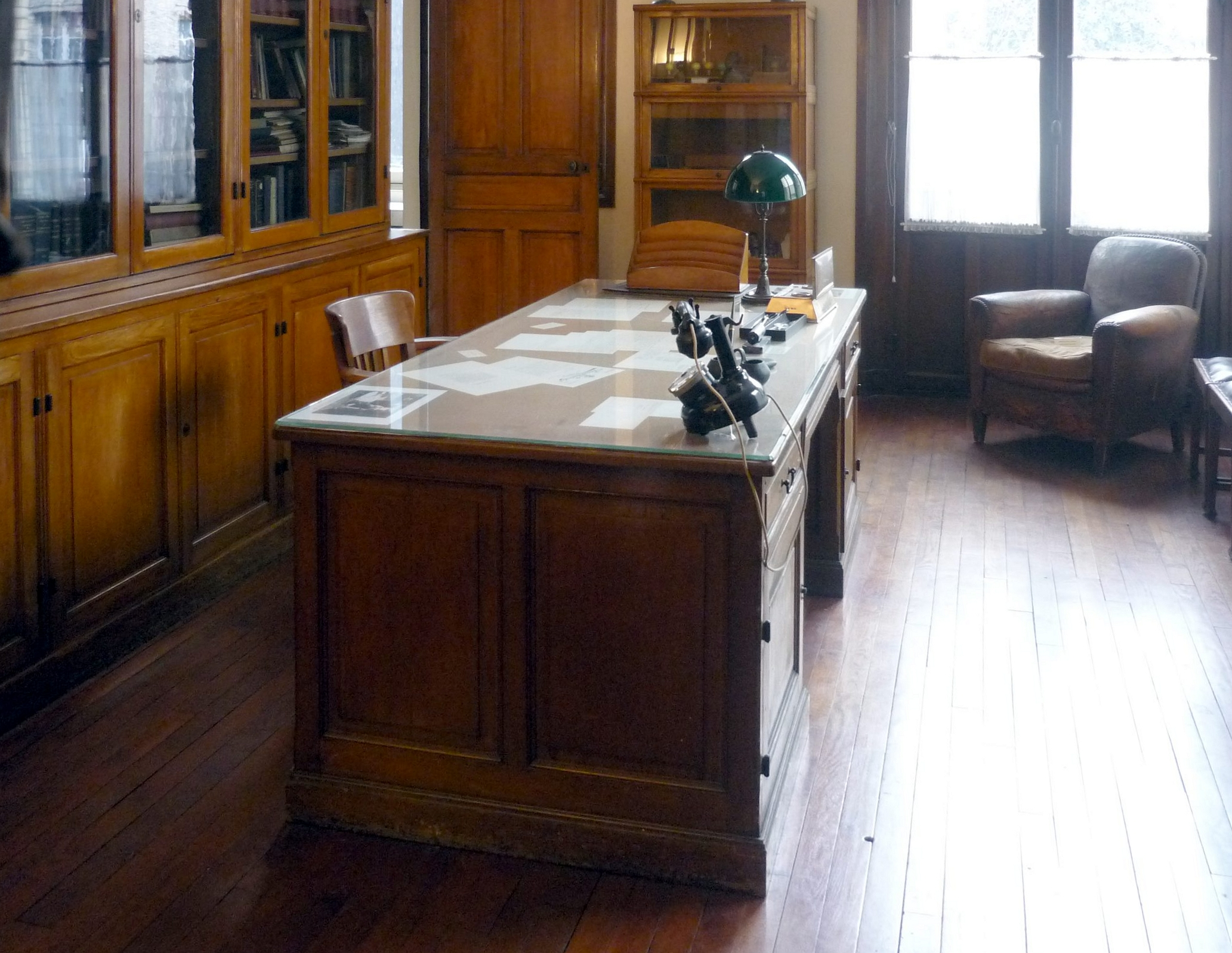
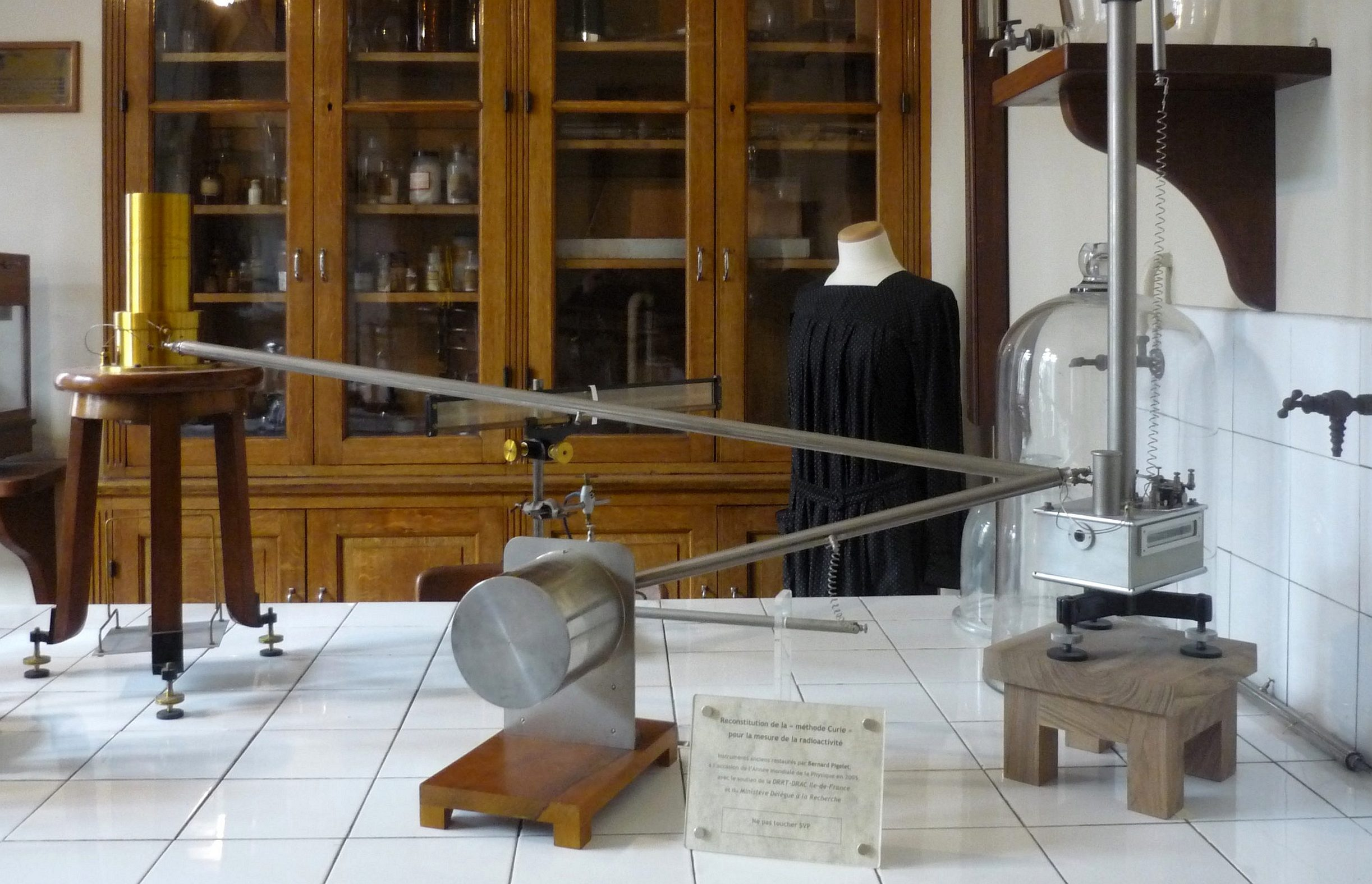
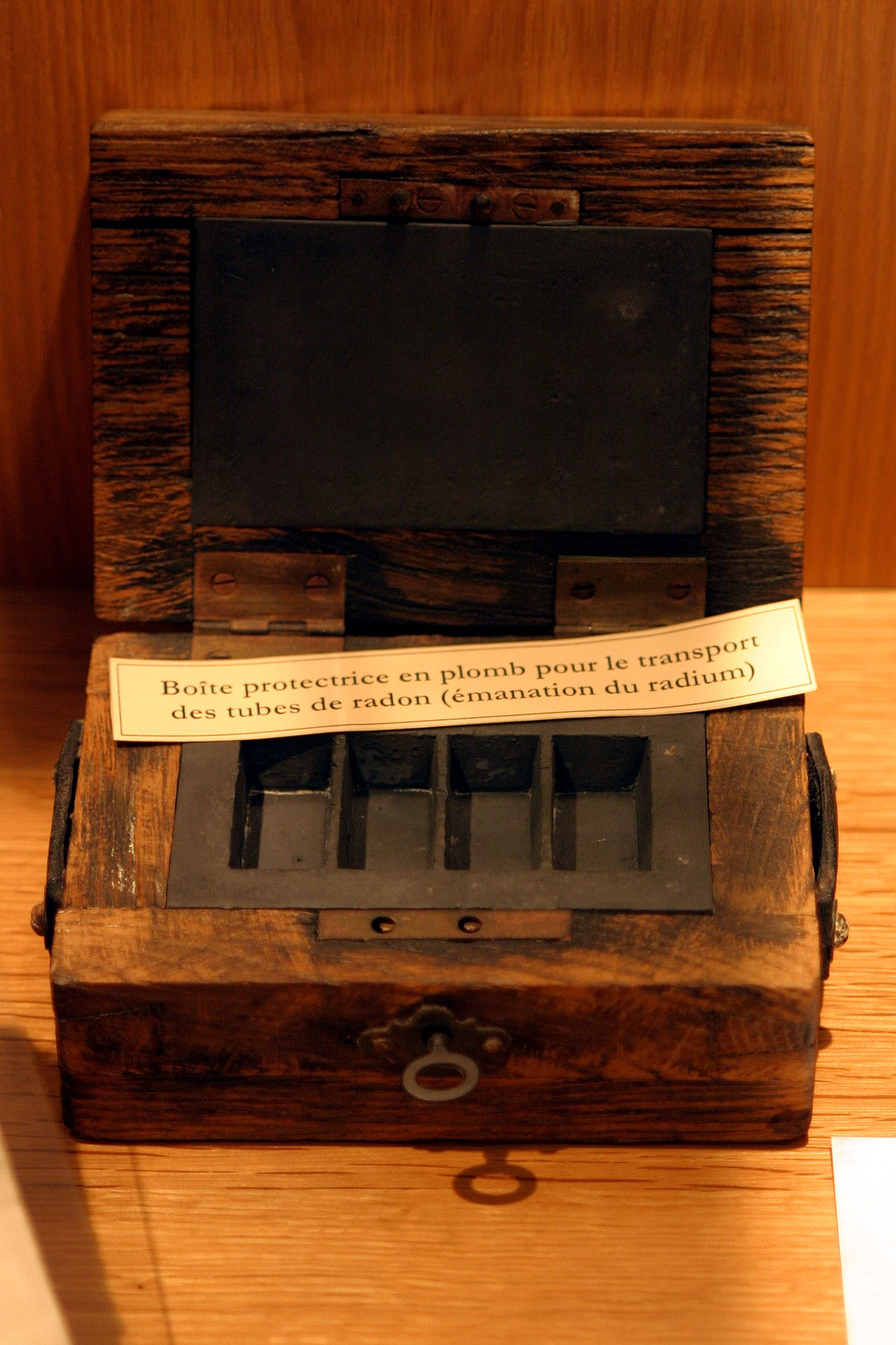
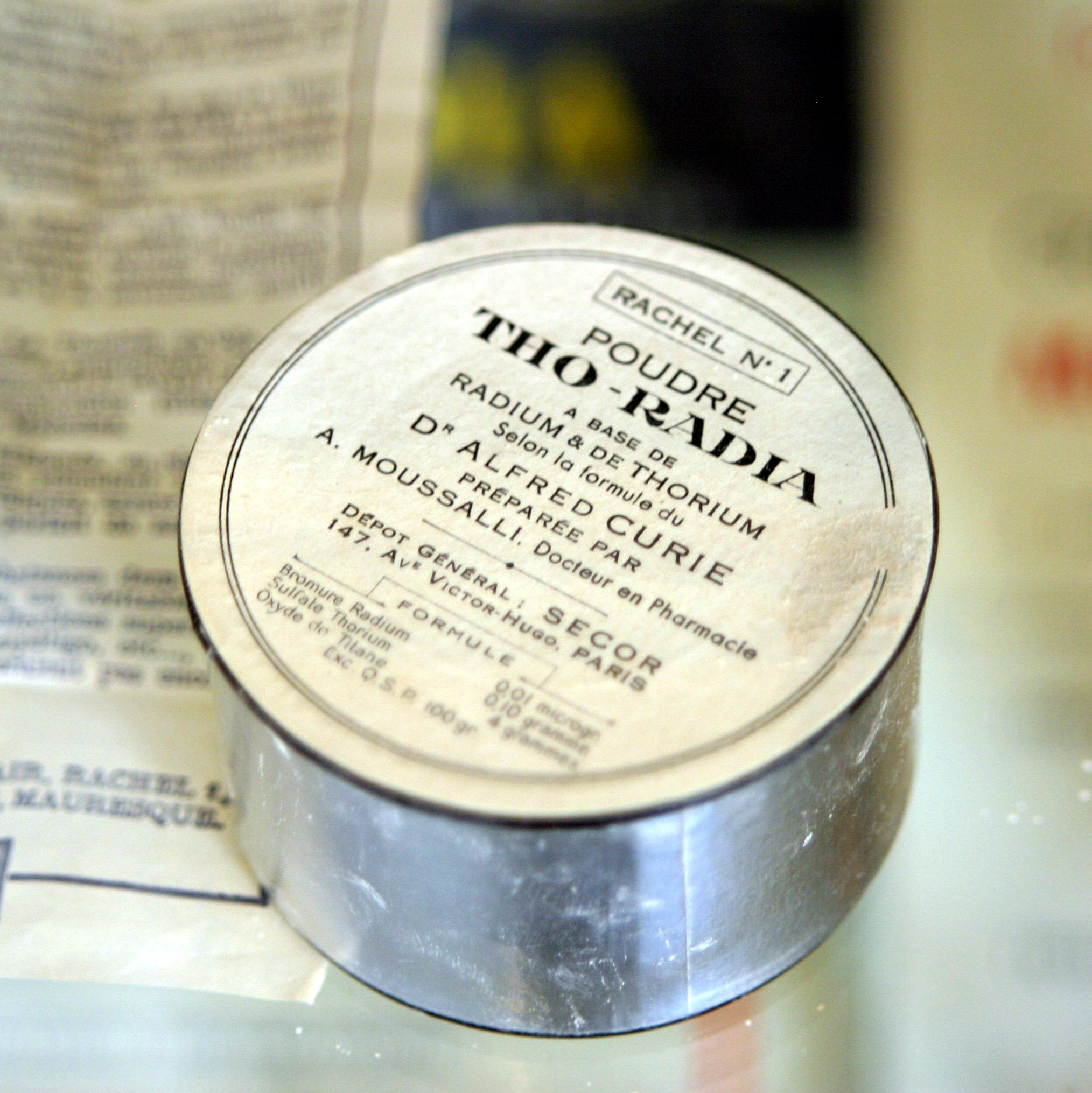
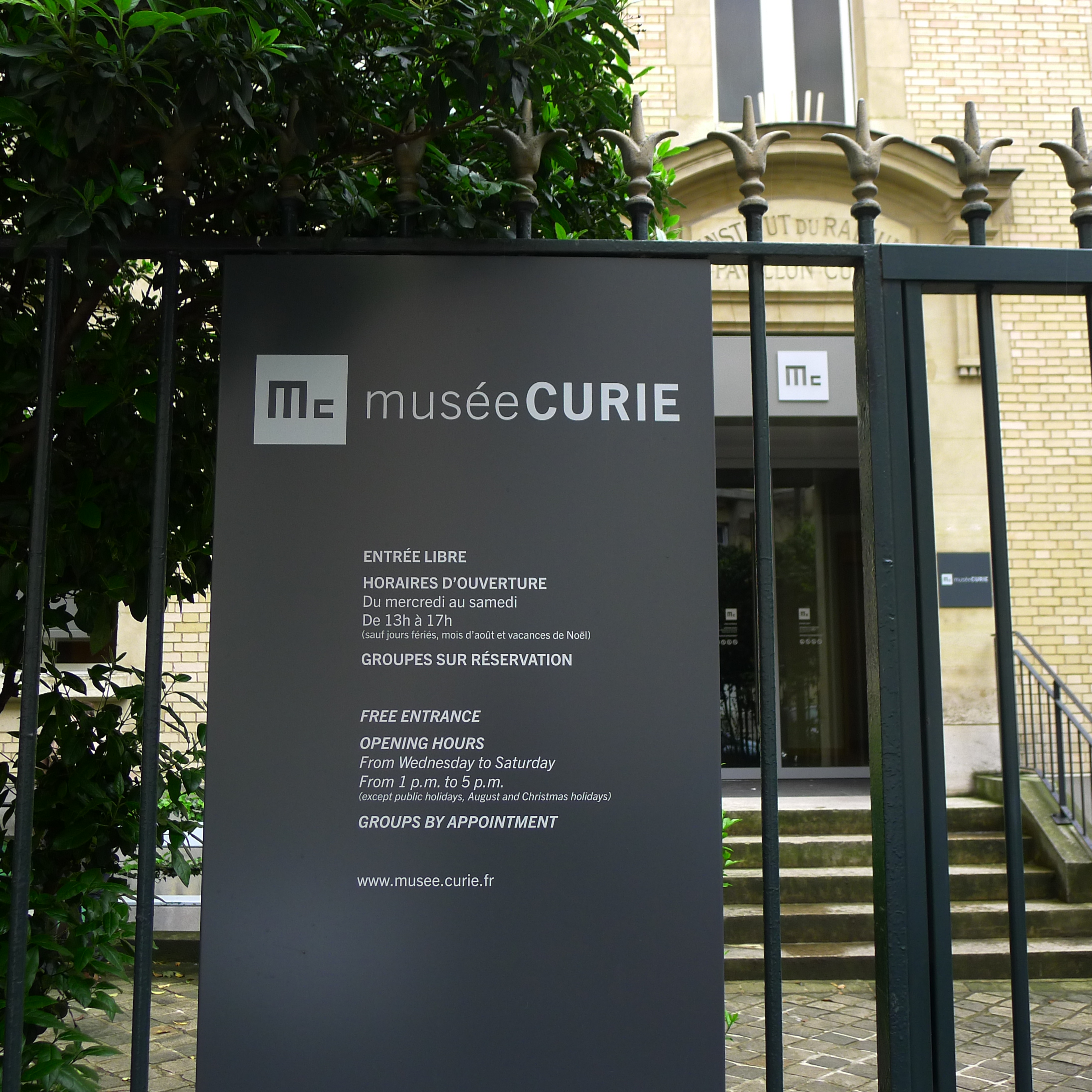
La entrada del Museo Curie, en el n.º 1 de la rue Pierre et Marie Curie, 75005 París, Francia

## Acceso
- Metro de París desde las estaciones de Monge y Cluny - La Sorbonne
- RER, desde la Estación de Luxembourg.